# Katana (dystrykt)
Katana (arab. منطقة قطنا) – jedna z 10 jednostek administracyjnych drugiego rzędu (dystrykt) muhafazy Damaszek w Syrii. Jest położona w południowej części kraju. Graniczy od wschodu z dystryktami Markaz Rif Dimaszk i Darajja, od południa z muhafazami Dara i Al-Kunajtira, od zachodu z Libanem, a od północy z dystryktem Kadsijja.
W 2004 roku dystrykt zamieszkiwało 207 245 osób.